# Marcello Pera
Marcello Pera (Lucca, 28 de enero de 1943) es un filósofo y político italiano, senador por el partido Forza Italia desde 1996 (y a partir de 2008 por el Popolo della Libertà) y expresidente del Senado de Italia.
Pera se graduó de Contabilidad en el Instituto «F.Carrara» de Lucca en 1962, y trabajó en Banca Toscana y en la Camera di Commercio de dicha comuna. Más tarde, estudió filosofía en la Universidad de Pisa, concentrándose en los trabajos de Karl Popper y su teoría de la Sociedad abierta; respecto a su carrera académica, esta comenzó en la misma universidad donde estudió en 1976, mientras que ha ejercido diversas actividades de investigación a nivel internacional en la Universidad de Pittsburgh en 1984, MIT (1990), London School of Economics (1995-1996), entre otros.
Adicionalmente, ha escrito para Corriere della Sera, Il Messaggero y La Stampa, además de revistas como L'Espresso y Panorama.
Fue elegido senador por Forza Italia en 1996 y 2001 —por el Collegio 9 Toscana. Durante la XIV Legislatura, fue presidente del Senado, mientras que fue reelecto para el senado en 2006 y 2008.